# Radwan
Radwan (Wierzbowa, Wierzbowczyk, Wirzbowa, Wirzbowo, Kaja, Chorągwie) was een Poolse heraldische clan (ród herbowy) van middeleeuws Polen en later het Pools-Litouwse Gemenebest. De historicus Tadeusz Gajl heeft 517 Poolse Radwan clanfamilies geïdentificeerd. De oudste vermelding van de clan stamt uit een document van 1407. De zegel van Podsędek Piotra z Cikowic uit 1443 is de oudst bekende Radwan-zegel.

## Telgen
De clan bracht de volgende bekende telgen voort:
- Zebrzydowski
  - Andrzej Zebrzydowski, bisschop
  - Mikołaj Zebrzydowski, Woiwode
- Jarosław Dąbrowski, militair
- Fjodor Dostojevski, schrijver
- Jakub Uchański, aartsbisschop

## Galerij

Wapen van Judycki
Wapen van Dostojewski
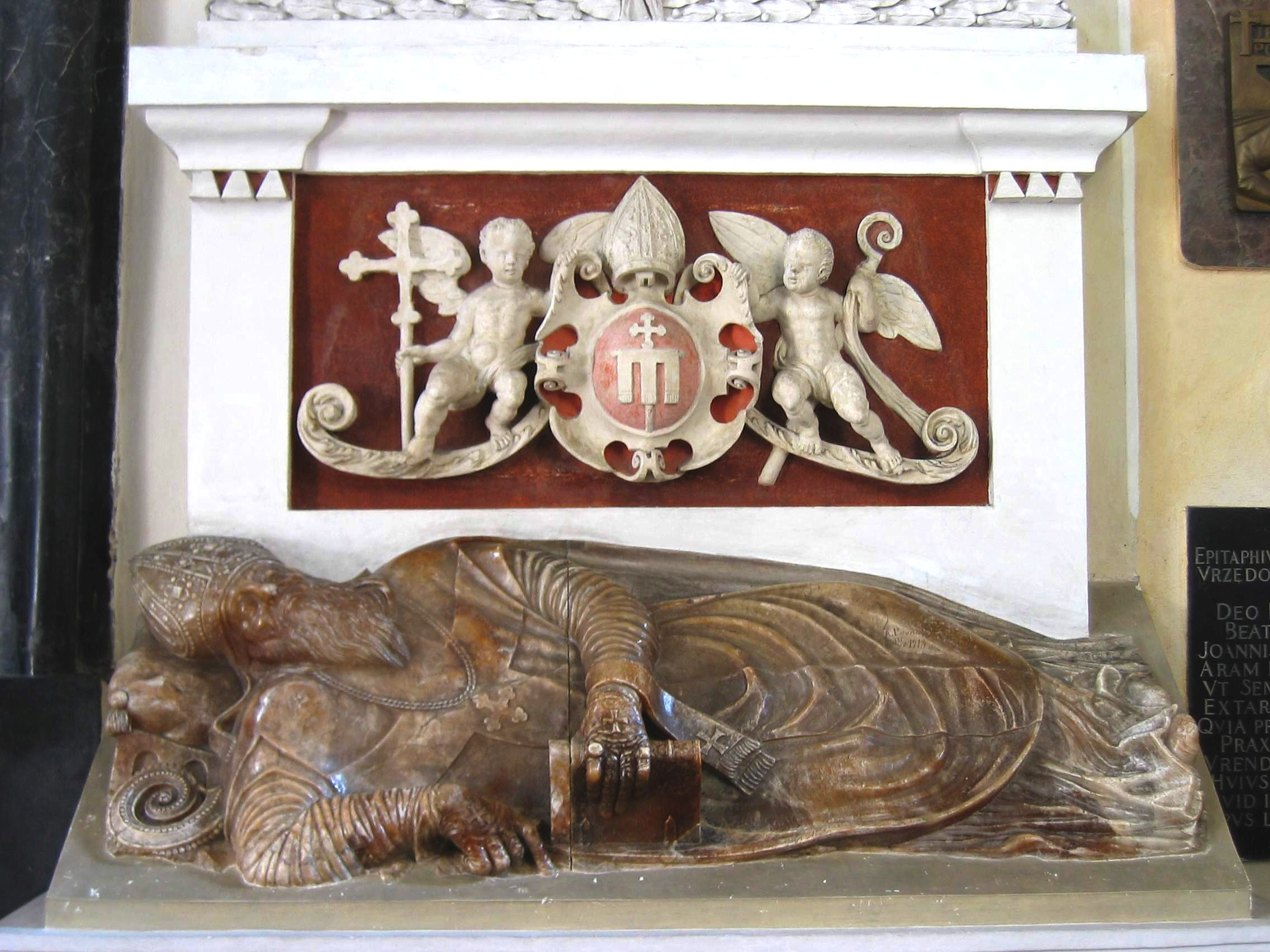
Praalgraf van Jakub Uchański
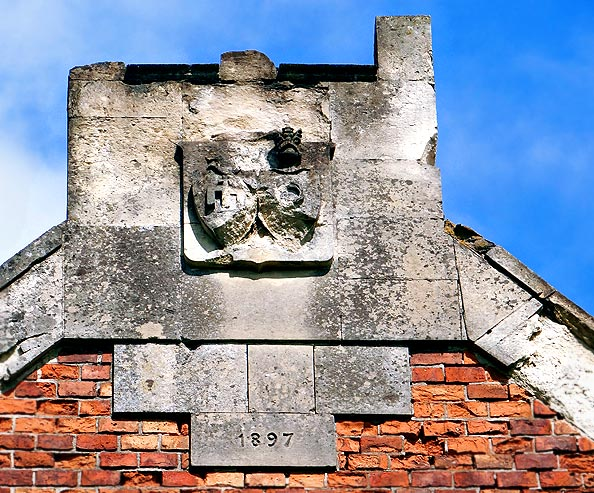
Wapen van Radwan en Nałęcz op het Dąbrowski landhuis